# استول‌ورک
استول‌ورک (انگلیسی: Stollwerck) (شرکت مسئولیت محدود در آلمان)، یک تولیدکننده شکلات آلمانی است. این شرکت در سال ۱۸۳۹ تأسیس شد و در سطح بین‌المللی در اروپا و آمریکا گسترش یافت و تا سال ۱۹۰۰ به دومین تولیدکننده بزرگ شکلات در ایالات متحده تبدیل شد. استول‌ورک از سال ۲۰۱۱ به شرکت بلژیکی بارونی گروپ تعلق دارد.